# Pilophorus confusus
Pilophorus confusus is een wants uit de familie van de blindwantsen (Miridae). De soort werd het eerst wetenschappelijk beschreven door Carl Ludwig Kirschbaum in 1856.

## Uiterlijk
De zwartbruine tot zwarte blindwants is langvleugelig en kan 3,5 tot 4,5 mm lang worden. De wantsen uit het geslacht Pilophorus lijken vooral als nimf enigszins op mieren. De bruine tot zwartbruine wantsen hebben witte dwarsstrepen over het lichaam die gevormd worden door kleine witte haartjes. De drie witte dwarsstrepen lopen over de vleugels, eentje bovenaan, die stopt bij het driehoekige gebied rond het scutellum, (de clavus), eentje wat lager over het middenstuk van de vleugels, die niet verspringt als hij de clavus bereikt (in tegenstelling tot bij andere Pilophorus-soorten) en eentje over het uiteinde van het verharde deel van de vleugels, de (cuneus). Zowel de kop, het halsschild als het scutellum zijn zwart van kleur. Het scutellum heeft bovendien twee witte streepjes in de lengte en een witte punt. Het doorzichtige deel van de vleugels is donker maar heeft aan het einde een lichtgrijze rand. Bij de vrouwtjes is dit doorzichtige deel wat korter dan bij de mannetjes. De bruine pootjes hebben een donkere achterdij. De antennes zijn ook bruin. Het tweede segment is iets verdikt aan de bovenkant en wat donkerder. Het derde en vierde segment zijn aan het begin een beetje wit.

## Leefwijze
De soort kent een enkele generatie per jaar en overwintert als eitje. De wantsen zijn in juni volwassen en kunnen dan tot in oktober gevonden worden in wilgenstruelen en uiterwaarden op voornamelijk wilgen, zoals kruipwilg (Salix repens) maar ook op andere loofbomen. Ze zuigen plantensap maar jagen ook op bladluizen.

## Leefgebied
Het verspreidingsgebied is Palearctisch, van Europa tot Noord-Afrika en in Azië tot het Verre Oosten en China. De soort is in Nederland algemeen.